# Ecuador-Opossummaus
Die Ecuador-Opossummaus (Caenolestes fuliginosus) ist eine Art der Eigentlichen Opossummäuse innerhalb der Mausopossums (Caenolestidae). Sie lebt in den nördlichen Anden in Teilen Kolumbiens, Ecuadors und Venezuelas.

## Merkmale
Die Ecuador-Opossummaus erreicht eine Gesamtlänge von 229 bis 237 Millimetern und eine Schwanzlänge von 107 bis 113 Millimetern. Die Hinterfußlänge ist mit 20 bis 21 Millimeter vergleichsweise kurz, das Gewicht beträgt 34 bis 39 Gramm. Wie die anderen Arten der Mausopossums ähnelt sie in ihrem Aussehen den Spitzmäusen und besitzt eine lang ausgezogene Schnauze. Der Körper ist im Vergleich zu den anderen Arten der Gattung zart gebaut und die Art ist etwas kleiner mit kleinerem Schädel. Das Fell ist glänzend und seidig, es ist dunkelgrau gefärbt und besitzt hellere Haarspitzen und auch die Bauchseite ist dunkelgrau. Der lange Schwanz ist dunkelbraun und kann teilweise als Greifschwanz eingesetzt werden und dabei das Tier beim Klettern unterstützen. Wie andere Arten der Mausopossums haben auch Vertreter dieser Art für Beutelsäuger ungewöhnliche Lippenklappen, die wahrscheinlich dafür sorgen, dass die Tiere nicht ungewollt Erde in das Maul bekommen. Die Tiere haben kurze und kräftige Beine mit je fünf Zehen, wobei die mittleren drei Zehen jeweils kürzer als die äußeren Zehen sind. Die Oberarmknochen sind sehr kräftig, die Oberschenkelknochen dagegen vergleichsweise schmal.
| 4 | · | 1 | · | 3 | · | 4 | = 42 |
| 3 | · | 1 | · | 3 | · | 4 | = 42 |

Wie andere Arten der Mausopossums besitzt auch diese Art ein für die Familie typisches Gebiss mit vergrößerten unteren mittleren Schneidezähnen, die nach vorn ragen, sowie der reduzierten Anzahl an Schneidezähnen im Vergleich zu anderen Beutelsäugern. Die Arten der Gattung besitzen vier Schneidezähne (Incisivi), einen Eckzahn (Caninus), drei Prämolaren (Praemolares) und zwei Mahlzähne (Molares) in einer Oberkieferhälfte, im Unterkiefer verfügen sie über einen Schneidezahn weniger pro Hälfte. Insgesamt besitzen die Tiere entsprechend 46 Zähne.
Wie andere Beuteltiere haben auch die Mausopossums zwei Uteri und zwei Vaginae, zudem wird angenommen, dass die Anzahl der Eierstöcke der Anzahl der Zitzen entspricht (anders als bei den Opossums). Die Arten der Eigentlichen Opossummäuse besitzen keine Bauchtasche (Beutel); sie haben jedoch vier Zitzen, von denen sich je zwei an den Bauchseiten am Hinterleib befinden.

## Verbreitung

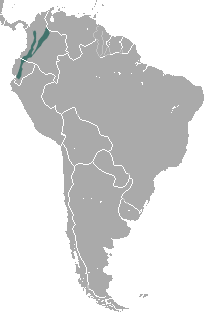
Verbreitungsgebiet (grün) der Ecuador-Opossummaus

Die Ecuador-Opossummaus kommt in den südamerikanischen Anden im Norden und Westen Kolumbiens, in Ecuador sowie im äußersten Westen Venezuelas vor. Die Höhenverbreitung der Art reicht im Kolumbien von 2000 bis 3000 Meter und in Ecuador von 1600 bis 4000 Meter. Der Großteil der gefangenen Individuen stammt allerdings aus Höhen von unter 2400 Metern.

## Lebensweise

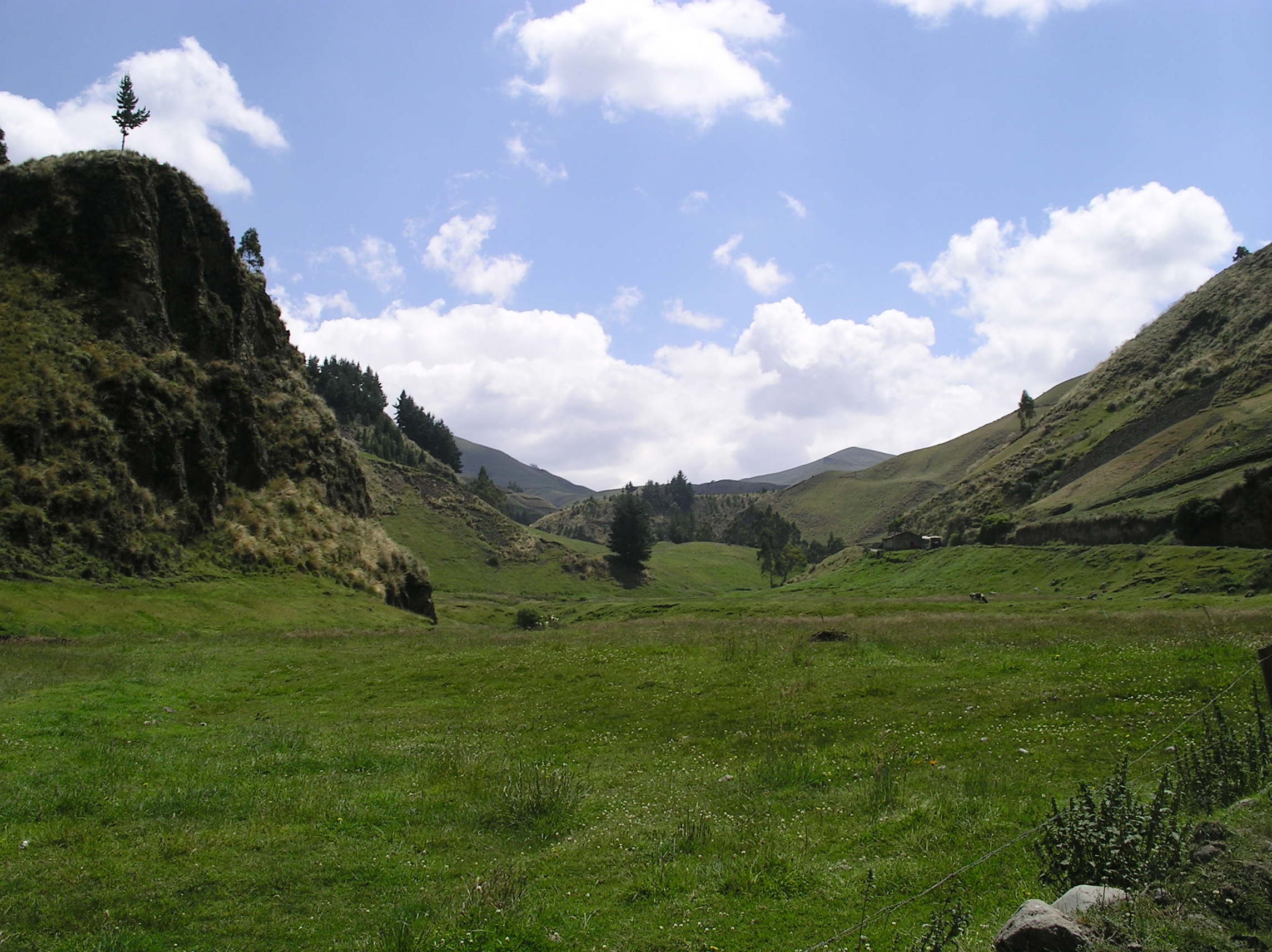
Páramo in Ecuador, der typische Lebensraum der Ecuador-Opossummaus

Über die Lebensweise der Ecuador-Opossummaus liegen nur wenige Angaben vor, obwohl sie die häufigste und am weitesten verbreitete Art ihrer Gattung ist. Sie lebt unter anderem in den typischen Páramo-Gebieten der Anden, zudem in Nebel- und Hochlandwäldern, wobei sie einen dichten Unterwuchs benötigt. Der Lebensraum besteht vor allem aus dem Unterwuchs mit kühlem und feuchtem Mikroklima in Gebieten mit regelmäßigen Regenfällen. In Ecuador fehlt die Art wahrscheinlich in den höheren Lagen der Anden, da sie hier in direkter Konkurrenz mit der Spitzmaus-Art Cryptotis montivaga steht.
Die Tiere der Gattung sind Einzelgänger und vor allem im frühen Abend und in der Nacht aktiv, wobei sie sich auf regelmäßig genutzten Pfaden durch den dichten Unterwuchs bewegen. Sie leben am Boden, sind jedoch auch gute Kletterer. Den Tag verbringen sie in Tunnelbauen unter Baumwurzeln. Sie ernähren sich opportunistisch und sind omnivor. Dabei leben sie vor allem von Insekten, fressen jedoch auch pflanzliche Nahrung, vor allem Früchte, und erbeuten auch kleine Wirbeltiere, darunter auch kleine und junge Mäuse. Unter den Insekten erbeuten sie vor allem Käfer, Fliegen, Grillen und Grashüpfer sowie Schmetterlinge und deren Raupen, hinzu kommen Regenwürmer, Hundertfüßer und Spinnen. Die Beute suchen sie in der Vegetation, vor allem in Moospolstern und Laubhaufen. Ihre Beute halten sie beim Fressen mit den Vorderfüßen fest.
Über das Paarungsverhalten der Mausopossums liegen keine Beobachtungen vor, wahrscheinlich haben die Tiere eine Fortpflanzungsphase pro Jahr, die von Februar bis August andauert. Die Weibchen der Gattung und damit auch der Ecuador-Opossummaus besitzen allerdings keine Bauchtasche wie andere Beuteltiere. Bei Jungtieren ist eine Bauchfalte ausgebildet, die sich jedoch bis zum Erreichen der Geschlechtsreife zurückbildet. Bei einem gefangenen weiblichen Tier konnten drei Embryonen aufgefunden werden, von denen sich zwei im rechten Uterus und eines im linken entwickelten. Bei mehreren gefangenen Weibchen konnte eine Laktation (Milchgabe) im August festgestellt werden.

## Systematik
Die Ecuador-Opossummaus wird als eigenständige Art innerhalb der Gattung der Eigentlichen Opossummäuse (Caenolestes) eingeordnet. Die Gattung enthält insgesamt fünf Arten, wobei eine Art (Caenolestes sangay) erst 2013 erstbeschrieben wurde. Die wissenschaftliche Erstbeschreibung der Ecuador-Opossummaus stammt von Robert Fisher Tomes aus dem Jahr 1863 anhand eines Individuums aus Ecuador.
Innerhalb der Art werden drei Unterarten unterschieden:
- Caenolestes fuliginosus fuliginosus
- Caenolestes fuliginosus centralis
- Caenolestes fuliginosus obscurus

## Bestand, Gefährdung und Schutz
Die Ecuador-Opossummaus wird von der International Union for Conservation of Nature and Natural Resources (IUCN) aufgrund des vergleichsweise großen Verbreitungsgebietes und der angenommenen großen Populationen als nicht gefährdet (least concern) eingestuft. Ursachen für eine potenzielle Bestandsbedrohung sind nicht bekannt, regional wird der Lebensraum der Art allerdings intensiv für Viehhaltung genutzt.

## Belege
1. 1 2 3 4 5 6 7 8 9  Leila Siciliano: Caenolestes fuliginosus, silky shrew opossum. im Animal Diversity Net. Abgerufen am 29. Dezember 2013.
2. 1 2 3 4  Caenolestes fuliginosus in der Roten Liste gefährdeter Arten der IUCN 2013.2. Eingestellt von: B. Patterson, M. Gomez-Laverde, C. Delgado, 2008. Abgerufen am 29. Dezember 2013.
3. ↑  A.P. Barnett: Records of the gray-bellied shrew opossum, Caenolestes caniventer, and Tate's shrew opossum, Caenolestes tatei (Caenolestidae, Marsupialia) from Ecuadorian montane forests. Mammalia 55, 1991: S. 443–445. (Volltext)
4. ↑   Reed Ojala-Barbour, C. Miguel Pinto, Jorge Brito M., Luis Albuja V., Thomas E. Lee, Jr. and Bruce D. Patterson. 2013. A New Species of Shrew-Opossum (Paucituberculata: Caenolestidae) with A Phylogeny of Extant caenolestids. Journal of Mammalogy. 94 (5): 967–982.  doi:10.1644/13-MAMM-A-018.1
5. 1 2  Don E. Wilson & DeeAnn M. Reeder (Hrsg.):  Caenolestes fuliginosus (Memento vom 31. Dezember 2013 im Internet Archive) in Mammal Species of the World. A Taxonomic and Geographic Reference (3rd ed).